# میساک تر-گئورگیان
میساک کاراپتی تر-گئورگیان (ارمنی: Միսակ Կարապետի Տեր-Գևորգյան؛  زادهٔ ۱۸۸۲ - درگذشته ۱۹۶۸) فرد نظامی، انقلابی اهل ارمنستان بود.

## زندگی‌نامه
وی در ۱۸۸۲ در لرناپات به دنیا آمد . همچنین برندهٔ جوایزی همچون نشان پرچم سرخ کار شده‌است. وی در ۱۹۶۸ در سن ۸۶ سالگی در ایروان درگذشت و در آرامستان مرکزی ایروان (توخماخ) به خاک سپرده شد.